# Lelik Ferenc
Lelik Ferenc (Magyarpécska, 1903. november 8. – Szovjetunió, 1941. július) erdélyi magyar újságíró, szerkesztő.

## Életútja
Az aradi Katolikus Főgimnázium elvégzése után a temesvári Kaviár c. szatirikus lap munkatársa (1923-25). Megszerezte az építészi diplomát (1930) s ugyanebben az évben radikális munkásbarát lapot indított Pécskai Újság címen szülőhelyén. A lapnak 1930-ban megjelent 11 száma ismeretes, de a vidéki helytállás jelképe maradt. Később az Aradi Hírlap munkatársa s az Országos Magyar Párt (OMP) pécskai tagozatának titkára. Mint tartalékos katonatiszt elesett a II. világháborúban.

## Kapcsolódó információk
- Kocsik József: Hol voltak legkisebb vidéki lapjaink? Korunk, 1971/6.